# Jean-Baptiste Cotton des Houssayes
 (juillet 2023).
La mise en forme du texte ne suit pas les recommandations de Wikipédia : il faut le « wikifier ».
Les points d'amélioration suivants sont les cas les plus fréquents :
- Les titres sont pré-formatés par le logiciel. Ils ne sont ni en capitales, ni en gras.
- Le texte ne doit pas être écrit en capitales (les noms de famille non plus), ni en gras, ni en italique, ni en « petit »…
- Le gras n'est utilisé que pour surligner le titre de l'article dans l'introduction, une seule fois.
- L'italique est rarement utilisé : mots en langue étrangère, titres d'œuvres, noms de bateaux, etc.
- Les citations ne sont pas en italique mais en corps de texte normal. Elles sont entourées par des guillemets français : « et ».
- Les listes à puces sont à éviter, des paragraphes rédigés étant largement préférés. Les tableaux sont à réserver à la présentation de données structurées (résultats, etc.).
- Les appels de note de bas de page (petits chiffres en exposant, introduits par l'outil «  Source ») sont à placer entre la fin de phrase et le point final[comme ça].
- Les liens internes (vers d'autres articles de Wikipédia) sont à choisir avec parcimonie. Créez des liens vers des articles approfondissant le sujet. Les termes génériques sans rapport avec le sujet sont à éviter, ainsi que les répétitions de liens vers un même terme.
- Les liens externes sont à placer uniquement dans une section « Liens externes », à la fin de l'article. Ces liens sont à choisir avec parcimonie suivant les règles définies. Si un lien sert de source à l'article, son insertion dans le texte est à faire par les notes de bas de page.
- La présentation des références doit suivre les conventions bibliographiques. Il est recommandé d'utiliser les modèles {{Ouvrage}}, {{Chapitre}}, {{Article}}, {{Lien web}} et/ou {{Bibliographie}}. Le mode d'édition visuel peut mettre en forme automatiquement les références.
- Insérer une infobox (cadre d'informations à droite) n'est pas obligatoire pour parachever la mise en page.

Pour une aide détaillée, merci de consulter Aide:Wikification.
Si vous pensez que ces points ont été résolus, vous pouvez retirer ce bandeau et améliorer la mise en forme d'un autre article.
 (juillet 2023).
Jean-Baptiste Cotton des Houssayes, né le 17 novembre 1727 à La Neuville-Chant-d'Oisel et mort le 20 aout 1783 à Paris, est un bibliothécaire français.
Docteur en théologie, chanoine de l’église métropolitaine de Rouen, titulaire des prieurés de Saint-Nicolas de Letton au diocèse de la Rochelle et de Saint Prix au diocèse de Paris, membre des Académies de Rouen, de Caen, il a été bibliothécaire de la Maison et Société de Sorbonne de 1780 à 1783. Il est passé à la postérité pour son discours Des devoirs et des qualités du bibliothécaire.

## Biographie
Au collège de Rouen, où il a fait ses humanités, des Houssayes s’est intéressé à tous les sujets du curriculum, lettres sacrées et profanes, théologie, histoire, beaux-arts, sciences exactes. Lecteur assidu, ses travaux et ses connaissances ayant attiré sur lui l’attention de l’Académie des sciences, belles-lettres et arts de Rouen, il y a été nommé adjoint ou élève, le 30 mai 1764. La même année, son mémoire Sur l’origine de l’Université de Paris a été couronné et lu en séance publique.
Lors de la réorganisation des collèges, à la suite de l’expulsion des Jésuites de France, l’archevêque de La Rochefoucauld l’a appelé à la chaire de théologie du collège de Rouen, où il professera jusqu’en 1774. Quelque temps avant 1766, nommé bibliothécaire de la Bibliothèque de l’Académie, il en a publié le catalogue, avant de lire solennellement le mémoire Sur l’amitié entre gens de lettres, qui venait de remporter le prix. En 1766, il a dressé le catalogue des livres et effets de cette Académie. La liste des lauréats de cette Académie porte qu’il fut couronné six fois pour ses poésies.
Le 18 février 1767, il a été nommé académicien titulaire ou résident. En décembre de la même année, l’Académie de l’Immaculée Conception de la Vierge, l’a reçu comme juge élu. Le 23 mai 1769, il est devenu secrétaire perpétuel, en remplacement de l’abbé Guiot. De 1769 à 1774, à chaque jeudi de décembre précédant Noël, il prononçait un discours d’ouverture, rapport sur les concours d’éloquence ou de poésie décernée par l’Académie et développement d’un thème sur l’union des lettres et de la religion, avant de prononcer l’éloge des membres disparus. 
Fatigué et surtout désireux d’achever en tout repos des Éléments d’histoire littéraire universelle, depuis longtemps commencés et sans cesse interrompus par ses multiples fonctions à Rouen, il a abandonné à la fois sa chaire de théologie, l’église dont il était chanoine et ses deux Académies à Rouen, pour monter travailler à Paris, résidant dans la Maison et Société de Sorbonne.  De 1776 à 1779, il a travaillé à ce qui devait constituer son grand œuvre en neuf livres intitulé Élémens d’histoire littéraire universelle, ou Bibliothèque raisonnée, choisie et méthodique des meilleurs livres en ce genre et surtout des livres latins et français, sorte de géographie littéraire annoncé dans l'Année littéraire et le Journal des sçavans, et dont il n’a véritablement subsisté, sous le titre de Mélanges Bibliographiques, qu’un petit carnet manuscrit de notes, daté de Paris, 1755 et sq., mince volume de 149 pages, où il prenait des notes sur ses lectures.
Le seul de ses écrits destinés à la publication est une notice de 140 pages en deux volumes in-8º sur l’inventeur Claude Humbert Piarron de Chamousset. Cet éloge historique de l’œuvre sociale de Chamousset évoque les compagnies d’assurances de santé, la réforme de l’Hôtel-Dieu, l’œuvre d’assistance pour les enfants trouvés, les moyens d’amener à Paris une eau salubre, les questions d’hygiène, le projet d’abolition des corvées de ce philanthrope rouennais.
À la mort de Mercier, le 30 septembre 1780, il a posé, à la prière de certains, sa candidature pour lui succéder au poste de bibliothécaire de la Sorbonne. Le 6 novembre 1780, en dépit de l’opposition de l’abbé Antoine-Augustin Gayet de Sansale, il a reçu le poste. C’est à cette occasion qu’il a produit ce qui devait sauver son nom de l’oubli, nommément un discours en latin sur les devoirs et les qualités du bibliothécaire, où il vise à émuler ses prestigieux prédécesseurs, tels que les cardinaux Quirini et Passionei, bibliothécaires du Vatican, Gabriel Naudé, créateur de la Mazarine ; Johann Michael Francke (de), auteur du catalogue de la bibliothèque du ministre du roi de Saxe ; et l’archiviste et bibliothécaire de la cour ducale de Modène Ludovico Antonio Muratori.
Une petite plaquette in-8º de 8 pages ; une feuille de papier vergé forme couverture. Le titre est disposé en majuscules maigres sur trois lignes ; ORATIO || HABITA IN COMITIIS GENERALIBUS | SOCIETATIS SORBONICAE || die vigesima tertia Decembris 1780 || A || DD. Joan. Bapt. Cotton Des Houssayes Parisiis... M DCC L XXXI. En tête une préface où l’imprimeur 2-Philippus Dionysius Pierre, typographus regis ordinarius LS. remercie Cotton des Houssayes d’avoir consenti à l’impression de ce discours pour les amis des belles lettres ; et souhaite que cette plaquette puisse être accueillie favorablement par la Société de Sorbonne, d’où sont sortis jadis les premiers livres imprimés en France. Le titre du discours porte « Oratio gratulatoria et Cotton Des Houssayes s’adresse au très digne prieur, dignissime domine prior, sapientissimi patres ac magistri. » Tombé sur cet opuscule, le bibliographe Gratet-Duplessis, infatigable lecteur et critique avisé, a ressuscité l’œuvre avec la traduction française qu’il en a donnée dans le Bulletin du Bibliophile, de janvier 1839, nº 487-492, sous le titre de Des devoirs et des qualités du Bibliothécaire, discours prononcé dans l’assemblée générale de Sorbonne le 23 décembre 1780 par J. Cotton des Houssayes.... traduit du latin en françois avec quelques notes par un bibliophile. La préface est signée G. D. Il en existe un tirage à part (Techener 1839), in-8º de 12 pages. Le Bulletin du Bouquiniste du 10 septembre 1857 l’a réédité avec tirage à part de 100 exemplaires chez Auguste Aubry en mettant le nom du traducteur en toutes lettres, Gratet-Duplessis, et un court avertissement sur lui.
Dans ce document exprimant la philosophie de la science des bibliothèques, dont il a paru des traductions anglaise et allemande, et considérée aujourd’hui encore comme importante pour la littérature spécialisée à l’usage des bibliothécaires, des Houssayes souligne à la fois la double exigence d’érudition et de service à l’usager pour le bibliothécaire idéal. Il postule que le bibliothécaire doit possède tous les savoirs profanes et sacrés, être théologien et être versé dans la littérature, les arts et les sciences. Ses compétences bibliographiques sont le jugement dans l'acquisition des ouvrages, la capacité à créer une collection complète, en sachant être sélectif, le sens de l’économie, la nécessité d'un bon système de classification et une grande mémoire, pour retrouver chaque livre et son emplacement. Le bibliothécaire idéal se doit d’être avenant et de savoir guider intelligemment les chercheurs en leur suggérant au besoin d'autres ouvrages sur le sujet. Ce postulat prévaut encore à l’heure actuelle.
Depuis longtemps malade, et sentant ses forces faiblir, il a légué par testament, le 28 décembre 1781 sa fortune de cent mille francs d’économies aux pauvres de Rouen, remis ses livres de théologie à la Bibliothèque de la Sorbonne , ses livres de médecine à la Faculté de médecine de Paris, ceux qui concernaient les arts libéraux et mécaniques au chapitre de Rouen, et ses manuscrits à son ami Haillet de Couronne. Mort quelques mois plus tard, après de terribles souffrances, alors qu’il s’efforçait de conduire ses travaux à leur fin, il a été inhumé à la Sorbonne. Son éloge a été, à cette occasion, prononcé par l’abbé Étienne-Pierre Hamel, son second successeur à l’Académie de l’Immaculée-Conception, à la séance publique de 1783.

## Publications
- (la) Oratio habita in comitiis generalibus Societatis Sorbonicae die 23a decembris 1780 : a DD. Joan Bapt. Cotton Des Houssayes, Parisiis, Philippe-Denis Pierres, 1781, iv-8, in-8º.
- Œuvres complettes de M. de Chamousset : contenant ses projets d'humanité, de bienfaisance et de patriotisme : précédées de son éloge ; dans lequel on trouve une analyse suivie de ses ouvrages, Paris, Philippe-Denis Pierres, 1783 (réimpr. 1787), 8-cxl-366 ; 376, 2 vol. ; in-8º.
- Des devoirs et des qualités du bibliothécaire : discours prononcé dans l’assemblée générale de Sorbonne, le 23 décembre 1780  (trad. du latin par Gratet-Duplessis), Paris, Techener, 1839, 6 p., in-8º (lire en ligne).

### Éloges
- Éloge de M. Maillet du Boullay, maitre de la Cour des Comptes, Aydes et Finances de Normandie, le 21 décembre 1769.
- Éloge de R. P. Louis Dolbec, même séance.
- Éloge de Monseigneur Richier de Cérisy, évêque de Lombez, 19 décembre 1771.
- Éloge de M. le marquis de Cany , 19 décembre 1771.
- Éloge de l’abbé Saas, chanoine de l’église métropolitaine de Rouen et bibliothécaire du Chapitre, 22 décembre 1774.